# Blennidus longiloba
Blennidus longiloba là một loài bọ chân chạy thuộc phân họ Pterostichinae. Loài này được Straneo mô tả năm 1993.